# Vasshjulspindel
Vasshjulspindel (Larinioides cornutus) är en spindelart som först beskrevs av Carl Alexander Clerck 1757.  Vasshjulspindel ingår i släktet Larinioides och familjen hjulspindlar. Arten är reproducerande i Sverige. Inga underarter finns listade i Catalogue of Life.

## Bildgalleri

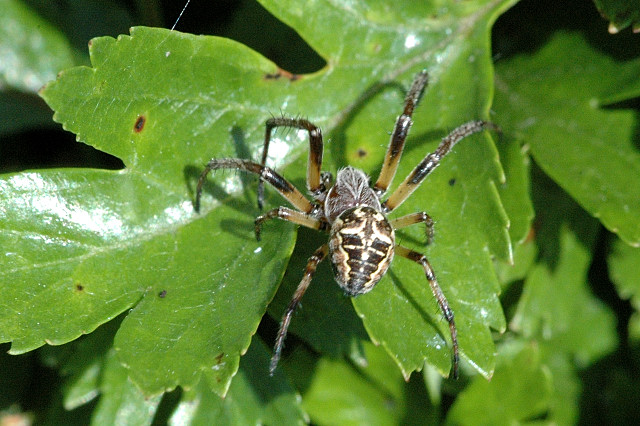
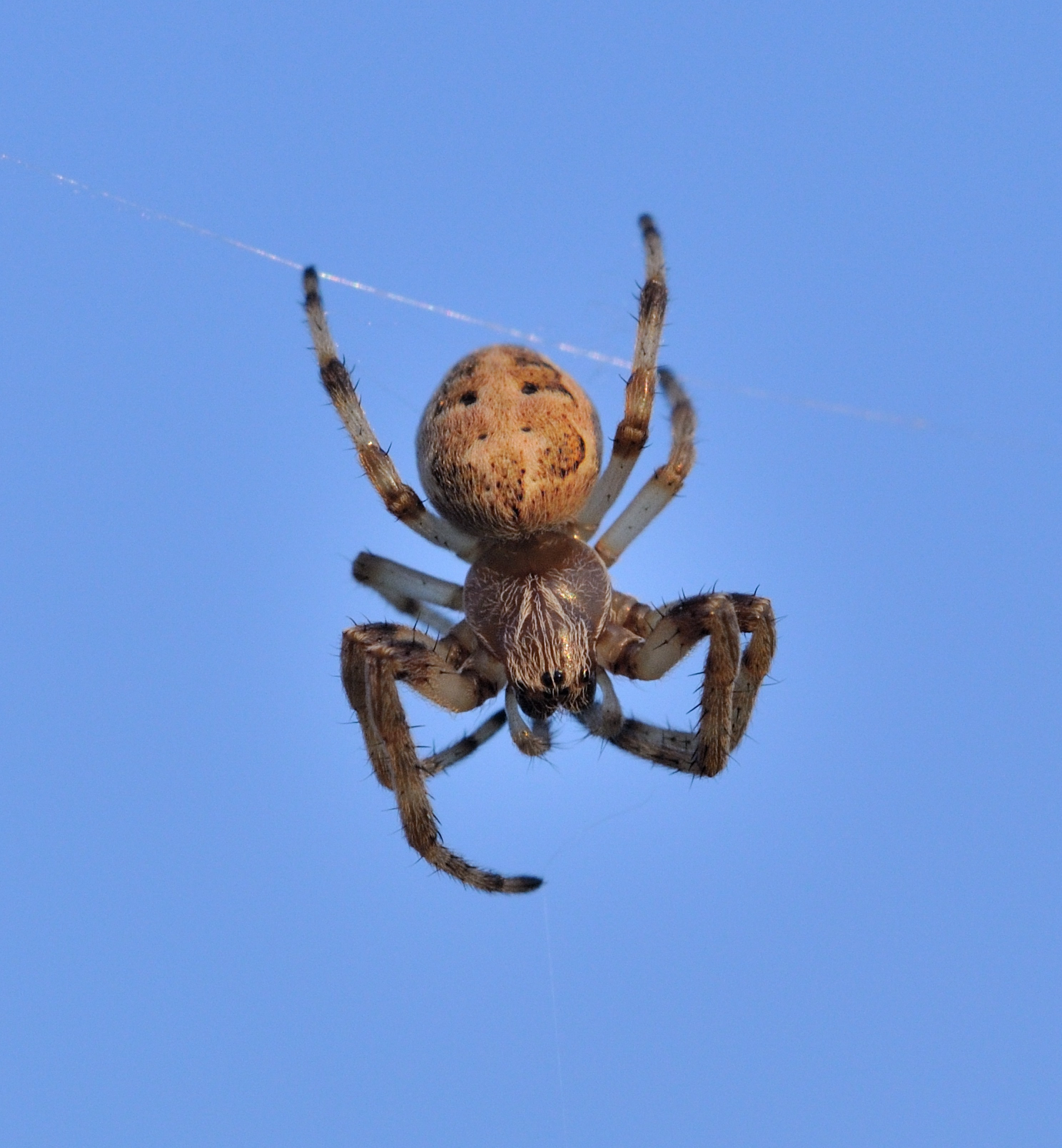
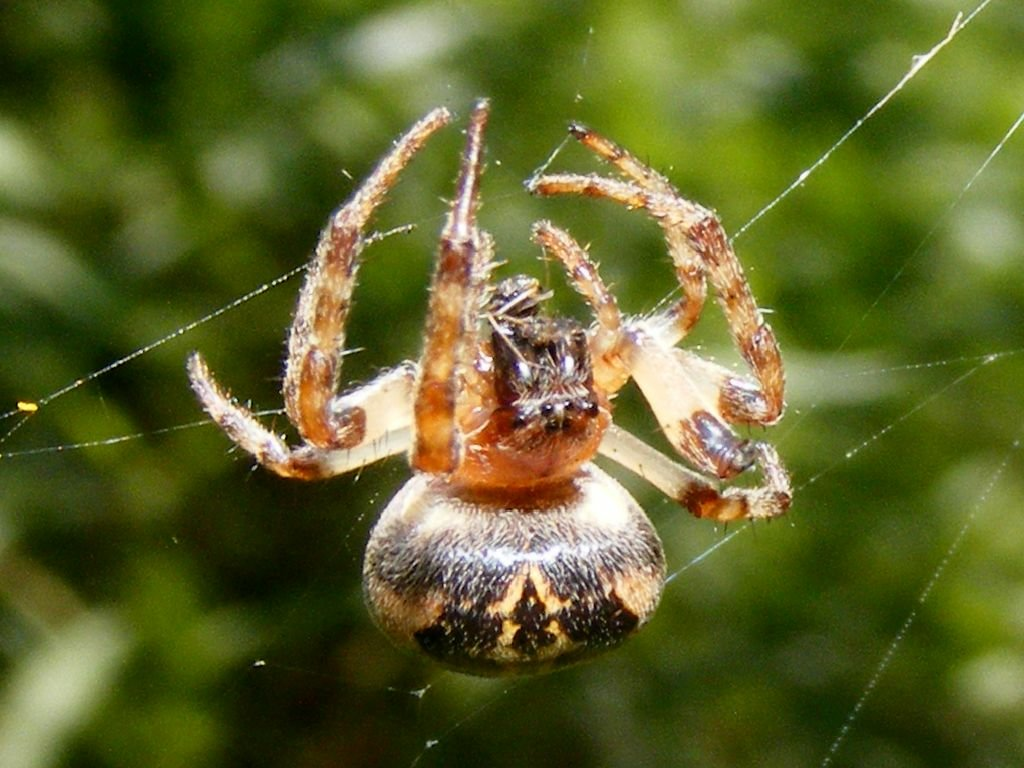
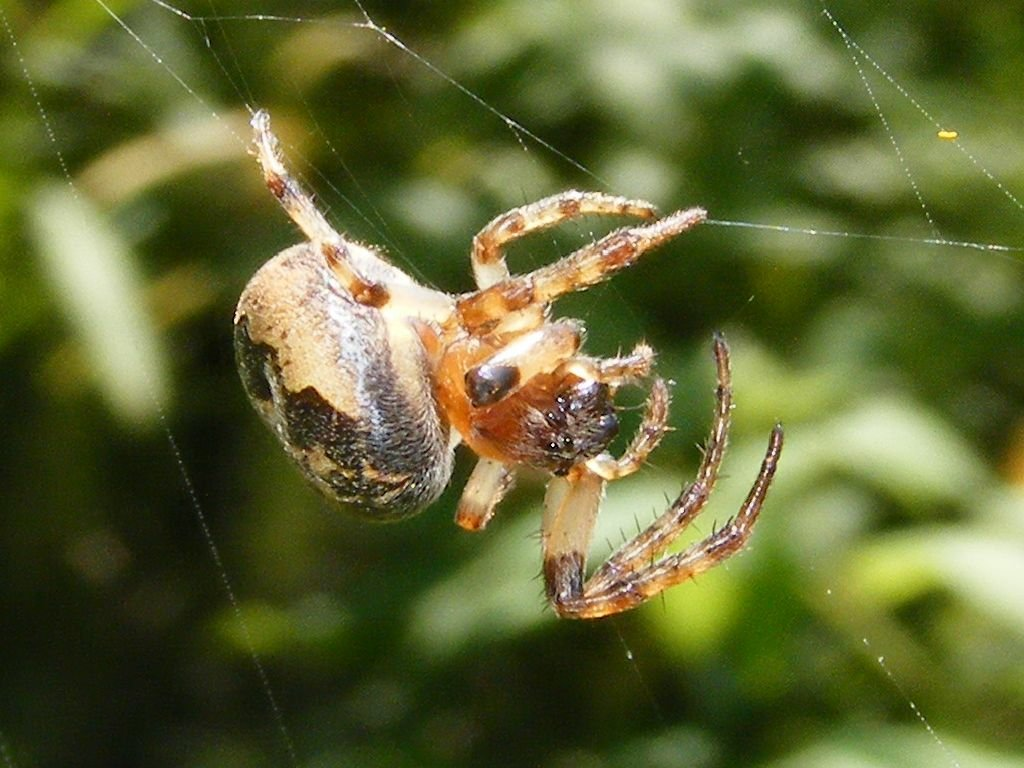
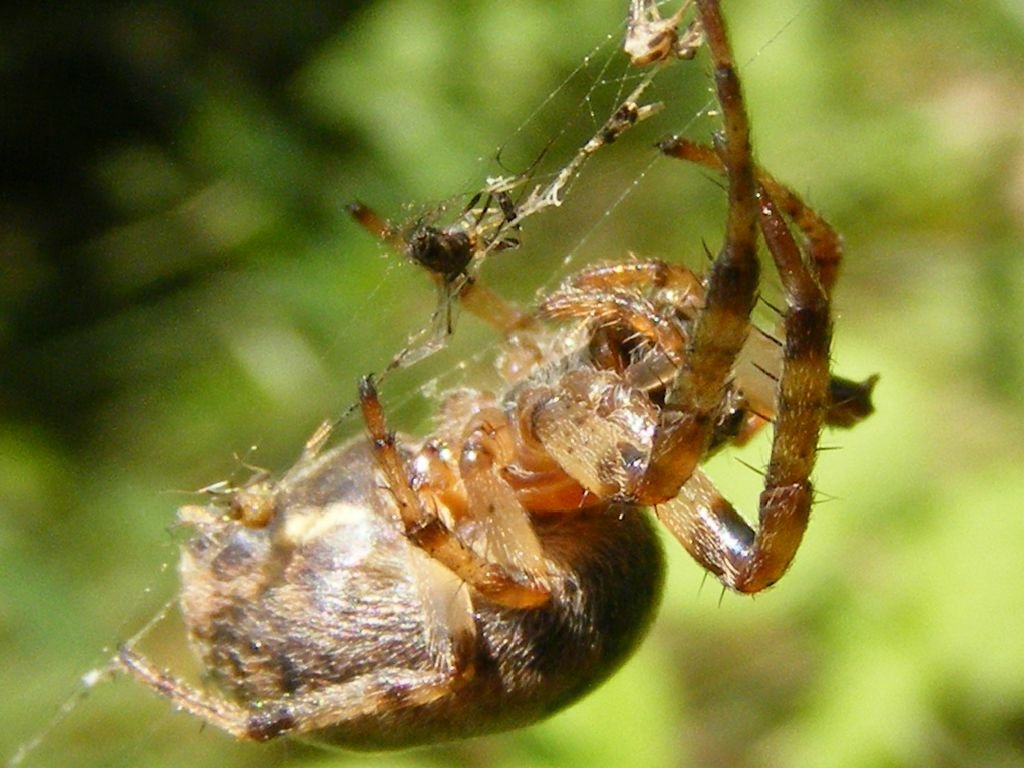